# Nice Volley-Ball
O Nice Volley-Ball é um clube de voleibol masculino francês fundado em 1976 e com sede na cidade de Nice, no departamento dos Alpes Marítimos. Atualmente o clube disputa a Ligue A, a primeira divisão do campeonato francês.

## Histórico
O clube foi fundado em 1976, sob a liderança de seus dois principais fundadores, Guy Tillie e Claude Rey.
O clube conquistou seu primeiro acesso à primeira divisão após conquistar o título da Ligue B da temporada 1994–95; repetindo o mesmo feito na temporada 2015–16 após vitória sobre o Rennes Volley 35 por 20–18 no tie-break, retornando à Ligue A após 6 anos de ausência.
Em 2023 o Nice alcançou a primeira final de sua história no primeiro escalão francês. Disputando a Copa da França de 2022–23, a equipe azul e amarelo foi superada na final pelo multicampeão Tours Volley-Ball por 3 sets a 0 e ficou com o vice-campeonato.

## Títulos

### Campeonatos nacionais
Copa da França
- Vice-campeão:  2022–23

 Campeonato Francês - Ligue B
- Campeão: 1994–95, 2015–16
- Vice-campeão: 2013–14, 2014–15

## Elenco atual
Atletas selecionados para disputar a temporada 2022–23.
| Camisa                  | Nome                | Altura (m) | Posição    |
| ----------------------- | ------------------- | ---------- | ---------- |
| 1                       | Javier González     | 1,92       | Levantador |
| 2                       | Lilian Le Meur      | 1,86       | Líbero     |
| 3                       | Steven Marshall     | 1,93       | Ponteiro   |
| 4                       | Gojko Cuk           | 2,09       | Central    |
| 5                       | Kyle Dagostino      | 1,75       | Líbero     |
| 6                       | Célestin Cardin     | 1,97       | Oposto     |
| 7                       | Hugo Mora           | 1,93       | Levantador |
| 8                       | François Rebeyrol   | 2,00       | Ponteiro   |
| 9                       | Luis Paolinetti     | 1,97       | Oposto     |
| 10                      | Franco Medina       | 1,97       | Central    |
| 12                      | Rodney Ken Ah-Kong  | 2,04       | Central    |
| 14                      | Abdoulaye Soumaré   | 1,91       | Oposto     |
| 16                      | Mattéo Schalk       | 1,90       | Ponteiro   |
| 17                      | William Nack-Minyem | 1,97       | Central    |
| 18                      | Wilian Doardo       | 1,96       | Ponteiro   |
| Técnico: Rafael Redwitz |                     |            |            |